# Curcuma leucorrhiza
Curcuma leucorrhiza là một loài thực vật có hoa trong họ Gừng. Loài này được William Roxburgh mô tả khoa học đầu tiên năm 1810.

## Phân bố
Roxburgh viết rằng loàii này là bản địa khu vực Bahar (nay là bang Bihar). Bác sĩ phẫu thuật tên là Glass tại Bhaglepúr (nay là Bhagalpur, bang Bihar) đã gửi mẫu thân rễ cho Vườn Thực vật Calcutta - nơi Roxburgh làm người giám quản của vườn thực vật này - với tên gọi phổ thông là tecour và thông báo rằng nó mọc trong các khu rừng ở phía nam trạm này.
Loài này có tại khu vực gồm các bang Tây Bengal, Orissa, Jharkhand, Chhatishgarh, Manipur ở đông bắc Ấn Độ. Tuy nhiên, POWO cho rằng nó có ở tây nam Ấn Độ.

## Mô tả
Chiều cao tổng thể 3–5 ft (90–150 cm). Thân rễ hình trứng. Củ chân vịt thẳng và dài, tỏa xa và sâu trong đất, ruột cả hai đều màu vàng rơm nhạt, màu vàng đất son nhạt hay gần như trắng. Củ rễ nhiều, thuôn dài, ruột màu trắng ngọc trai. Lá có cuống, hình mác rộng, nhẵn, màu xanh lục, dài khoảng 2 ft (60 cm). Cành hoa bông thóc ở bên, ít hoa, với mào màu hồng dài như phần sinh sản. Hoa dài ngang lá bắc, bên ngoài hơi có ánh hồng, bên trong màu vàng. Ra hoa tháng 5.

## Sử dụng
Từ củ của loài này (cùng với C. angusifolia) người dân địa phương làm ra loại bột giống như bột dong, gọi là tikhur.